# ハリケーン No. 1
ハリケーン#1（Hurricane #1）はイギリスのロックバンド。

## 経歴
ライド解散後のアンディ・ベルが中心となり、1996年に結成された。1997年にデビューアルバム『ハリケーン#1』をリリース。1999年発表のセカンドアルバム『オンリー・ザ・ストロンゲスト・ウィル・サバイヴ』をリリース後、ベルがゲイ・ダッド加入のためにバンドを脱退することとなり解散。その後まもなくゲイ・ダッドも解散し、ベルはオアシスにベーシストとして加入することになる。
2014年11月 オリジナル・メンバーであるシンガーのアレックス・ロウを中心にしたラインナップで再結成。ティーンエイジ・ファンクラブやスープ・ドラゴンズにも在籍したポール・クインがドラマーで参加。
2015年4月3日ブライトンのライブで新曲発表。

## 作品
アルバム
- ハリケーン#1 / Hurricane #1 (1997年) 全英11位
- オンリー・ザ・ストロンゲスト・ウィル・サバイヴ / Only the Strongest Will Survive (1999年) 全英55位
- Step Into My World (Anthology) (2004年) ※B面曲、未発表曲、リミックス収録

シングル、EP
- Step into My World EP (1997年)
- "Just Another Illusion" (1997年)
- "Chain Reaction" (1997年)
- "Step into My World" (1997年) ※再発
- "Monday Afternoon" (1997年)
- "Only the Strongest Will Survive" (1998年)
- "Rising Sign" (1998年)
- "The Greatest High" (1999年)
- "Remote Control" (1999年)
- " Think Of the Sunshine " (2015年)